# بومباردييه تشالنجر 300

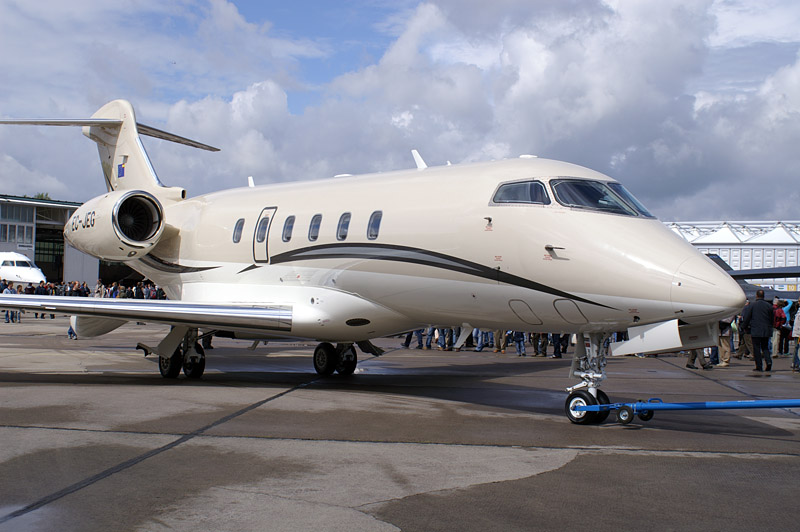
Bombardier Challenger 300

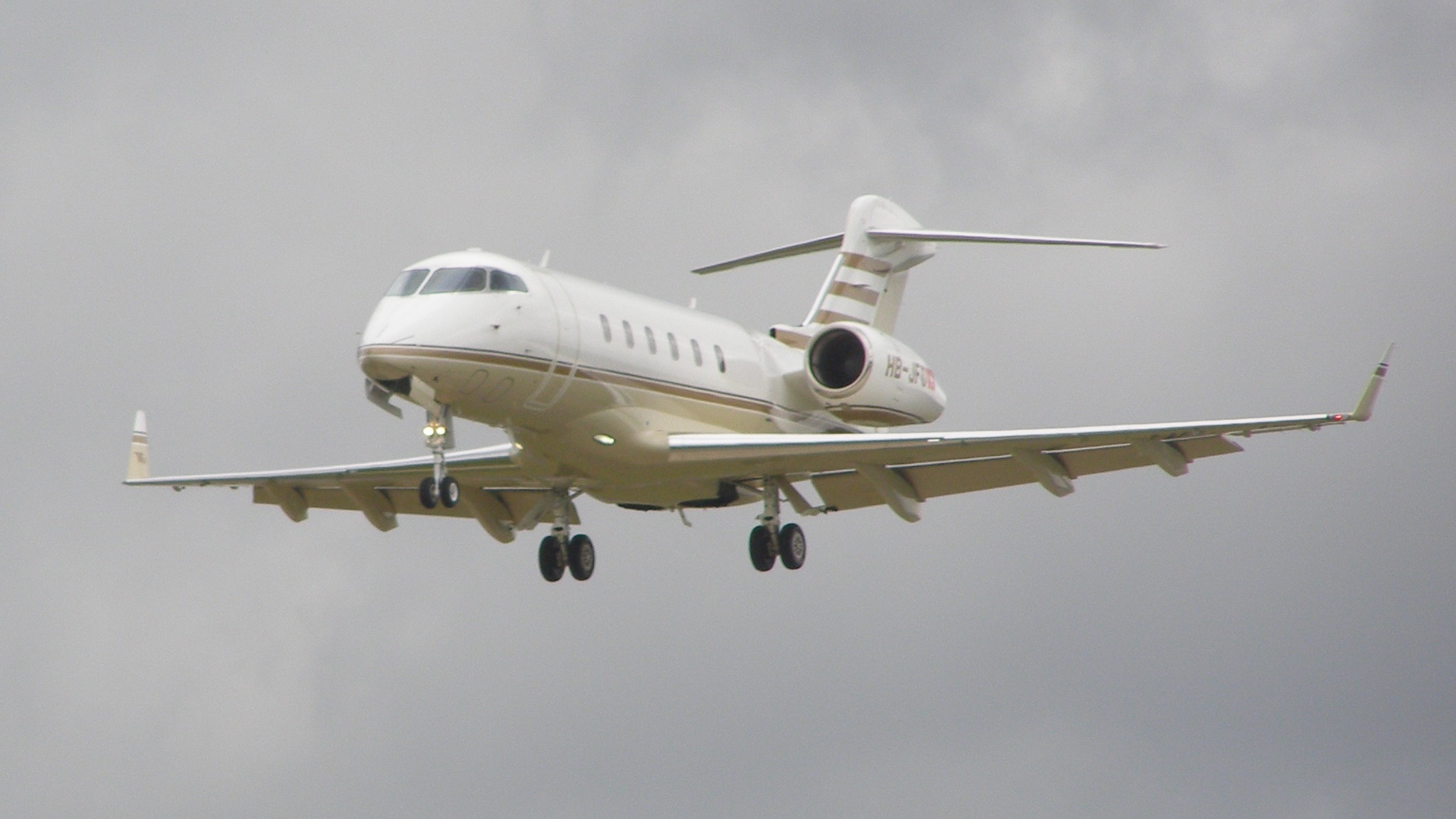
تشالنجر 300

تشالنجر 300 أو بومباردييه تشالنجر 300 (بالإنجليزية : Bombardier Challenger 300) هي طائرة نفاثة متوسطة الحجم، تستطيع القيام برحلات عبر القارات. وهي لا تنتمي إلى مجموعة الطائرات التي تحمل نفس الاسم من نوع تشالنجر 600 وتشالنجر 800. قامت بصنع الطائرة شركة بومباردييه إيروسبيس، بغرض أن تكون طائرة لمديري الشركات ورجال الأعمال.
طارت أول طلعة تجريبية للطائرة تشالنجر 300 في أغسطس 2001، وحصلت على رخصة الطيران من مصلحة أمان الطيران الكندية في مايو 2003، ثم تصريح الطيران من المصلحة الفدرالية للطيران (Federal Aviation Administration (FAA بالولايات المتحدة الأمريكية في يونيو 2003.

## تصميمها وتطويرها
بدأ مشروع تشالنجر 300 في معرض باريس للطيران في 13 يوليو 1999، وكان اسم الشروع آنذاك «بومباردييه كونتيننتال». ثم سميت الطائرة النفاثة تشالنجر 300 في سبتمبر 2002.

وبدأت رحلاتها كطائرة نقل الركاب في يناير 2004.

## أهم خصائصها
- الطاقم= أثنان، قبطان ومساعد طيار
- عدد الركاب = من 8 إلى 16 أشخاص
- طول الطائرة= 20.93 متر
- عرض الجناحين= 19.46 متر
- ارتفاع الطائرة= 6.20 متر
- الوزن بدون حمولة= 10,591 كيلوجرام
- الحمولة= 7031 كيلوجرام

## انتاجها
كان أول طيران للطائرة تشالنجر 300 في أغسطس 2001. وحصلت على تصريح الطيران من مصلحة أمان الطيران الكندية في مايو 2003، ثم تبعه تصريح الإدارة الفدرالية الأمريكية في يونيو 2003، وكذلك تصريح الإدارة المشتركة الأوروبية للطيران في أغسطس 2003. ثم بدأ تسليم الطائرة إلى المشترين في يناير 2004، وصنعت منها 230 طائرة حتى منتصف عام 2008. وقد بلغ عدد الطائرات المسلمة من هذا النوع إلى المشترين 51 طائرة خلال عام 2007.

## اقرأ أيضا
- ليارجيت
- طائرة تشالنجر 600
- بومباردييه إيروسبيس

1. ↑  "Bombardier Undertakes a Rebranding: Learjet, Challenger and Global, Period". مؤرشف من الأصل في 2012-04-15. اطلع عليه بتاريخ 2006-03-09.
2. ↑  "BOMBARDIER CHALLENGER 300 SUPER MIDSIZE CORPORATE BUSINESS JET, CANADA". مؤرشف من الأصل في 2017-07-16. اطلع عليه بتاريخ 2006-03-09.
3. ↑  "The Bombardier BD-100 Challenger 300". مؤرشف من الأصل في 2008-03-07. اطلع عليه بتاريخ 2006-03-09.
4. ↑  FlugRevue Oktober 2008, S.40-41, Dauerläufer - Erste Challenger 300 bei Aero-Dienst gewartet